# Visconde de Sotomaior
Visconde de Sotomaior é um título nobiliárquico criado por D. Luís I de Portugal, por Decreto de 12 de Maio de 1865, em favor de António da Cunha Sotomaior Gomes Ribeiro de Azevedo e Melo.
Titulares
1. António da Cunha Sotomaior Gomes Ribeiro de Azevedo e Melo, 1.º Visconde de Sotomaior.